# Drum Castle
Drum Castle ist eine Burg nahe Drumoak in Aberdeenshire, Schottland. Sie war über Jahrhunderte hinweg Sitz des Clan Irvine. Der Ortsname „Drum“ leitet sich vom gälischen druim (dt. Erhöhung) ab.
Die Burg wurde in zwei Partien (1964 und 1976) dem National Trust for Scotland übereignet und ist während des Sommers für Besucher geöffnet. Die Kapelle, der Speisesaal und das Anwesen können für Hochzeiten und Firmenfeiern gemietet werden. Eine Vielzahl an lokalen Veranstaltungen wie Oldtimerrennen und musikalische Feste findet hier statt. In der Burg befinden sich ein kleiner Laden und eine Teestube. Der Turm von Drum Castle gilt als der älteste Wohnturm Schottlands. Umgeben wird die Burg von Gärten aus dem 18. Jahrhundert, inklusive eines Rosengartens und eines Arboretums, das Bäume aus allen Regionen des britischen Weltreichs aus dem 18. Jahrhundert enthält. Zur Burg gehört außerdem eine im 15. Jahrhundert errichtete und im 18. Jahrhundert umfangreich erneuerte Kapelle.

## Geschichte
Die prähistorische Besiedlung ist durch archäologische Stätten wie Balbridie bekannt. Römische Legionen durchquerten das Gebiet auf ihrem Feldzug von Raedykes zum nahen Normandykes. Sie nutzten den Elsick Mounth, eine der ältesten bekannten Straßen, die die Grampian Mountains durchquerte.
Die Burg Drum Castle stammt aus dem 13. Jahrhundert und wurde vom mittelalterlichen Baumeister Richard Cementarius erbaut, von dem auch die Bridge of Don in Old Aberdeen stammt. Die Burg und ihre Außenanlagen wurden William de Irwyn im Jahre 1323 von Robert the Bruce für treue Dienste übergeben und blieben bis 1975 in Besitz des Clan Irvine.
Ein großer Flügel wurde 1619 von dem neunten Laird angebaut, weitere Veränderungen wurden während des Viktorianischen Zeitalters gemacht.
Drum Castle spielte eine Rolle während der Covenanting Rebellion, in der es dreimal angegriffen und geplündert wurde.
Ende des 17. Jahrhunderts war die Familie gezwungen, große Teile des zu Drum Castle gehörenden Landes zu veräußern. Das die Burg direkt umgrenzende Land konnte jedoch gehalten werden.
Im Jahr 1746 suchten Regierungstruppen des Herzogs von Cumberland nach dem 17. Laird Alexander Irvine of Crimond, nachdem dieser auf der Seite des aufständischen Bonnie Prince Charlie gekämpft hatte. Alexander floh ins elterliche Drum Castle, wo er von seiner Schwester Mary in einem geheimen Zimmer versteckt wurde. Angeblich verbrachte Alexander ganze drei Jahre in dem Versteck, während er seine Flucht vorbereitete.
1991 wurde vom National Trust for Scotland ein Rosengarten, der Garden Of Historic Roses, angelegt.
Im Jahr 2013 untersuchte der Archäologe Jonathan Clark im Auftrag des National Trust for Scotland, zu dem die Burg mittlerweile gehört, die Burg. Er entdeckte dabei zwei Zimmer, die in den 1840er-Jahren zugemauert worden waren. Spekulationen zufolge könnte es sich dabei um jene Zimmer handeln, in denen sich Mitte des 18. Jahrhunderts Alexander Irvine versteckt hielt.
2019 wurde Drum Castle von rund 47.000 Personen besucht. 2024 betrug die Besucherzahl etwa 44.000 Personen.

## Schutzstatus

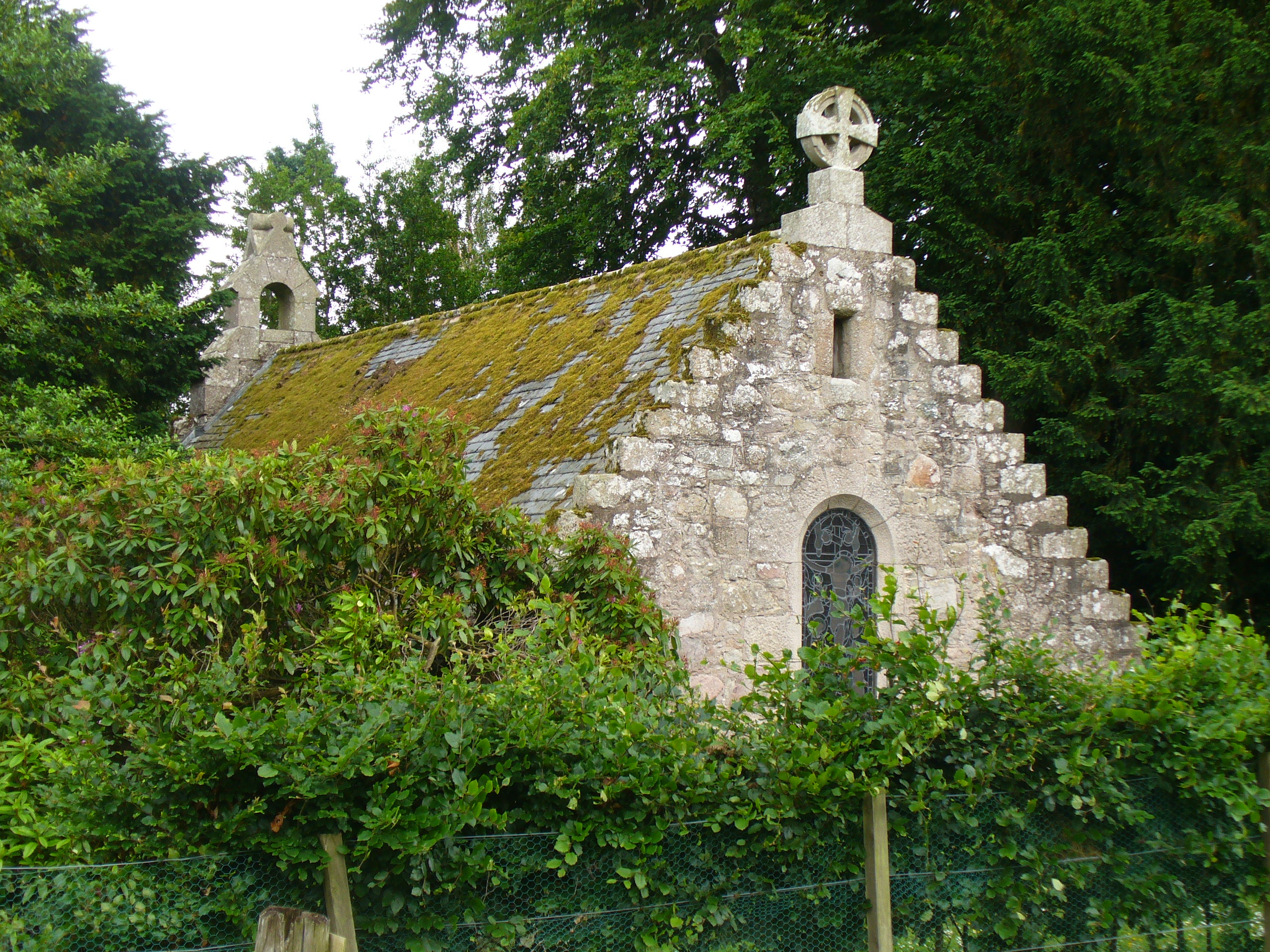
Blick auf die Kapelle

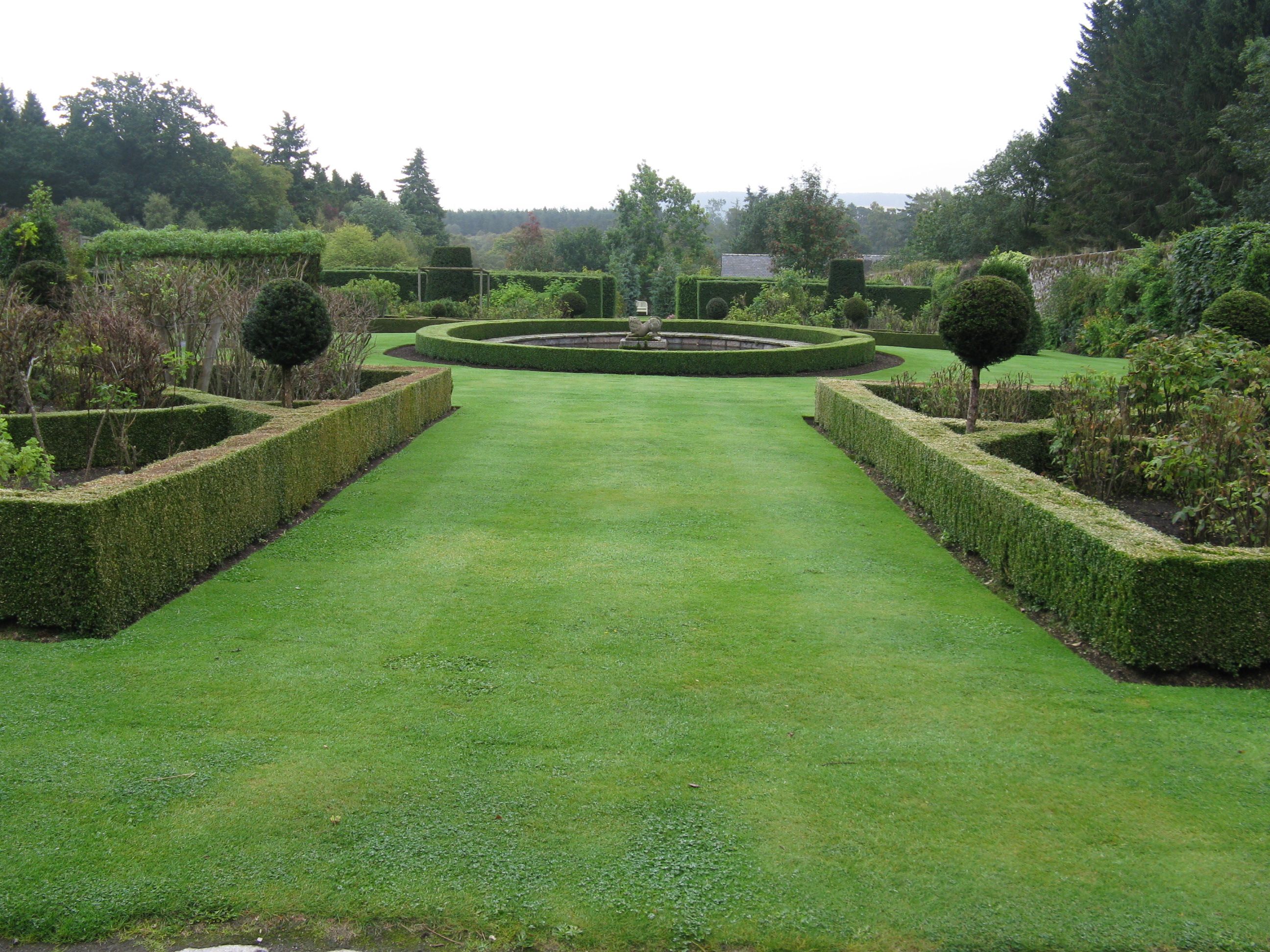
Blick in den Garten

Die für den Denkmalschutz bedeutsamen Baulichkeiten wurden als Listed Building ausgewiesen. Der Burg an sich wurde die höchste, der Kapelle sowie dem Garten die zweithöchste Stufe zuerkannt.
Zudem wurden die Außenanlagen 1987 als Teil des Inventory of Gardens and Designed Landscapes in Scotland ausgewiesen.